# Club Atlético Jaizkibel
Club Atlético Jaizkibel fue un club de remo de San Sebastián, Guipúzcoa, España de la década de 1960.

## Historia
El C.A. Jaizkibel estuvo en activo entre 1960 y 1967, teniendo la representación de la trainera donostiarra durante esos años. Formaban la trainera jóvenes que estaban haciendo el servicio militar, siendo patrón Jose Urdanbide "Gorrión". Quedaron segundos en la Concha en 1961. En 1962 hicieron el mejor tiempo el primer domingo, pero después dieron preferencia a remar la Copa del Generalísimo en La Coruña, por haber mejores premios. Ganaron la Copa, pero quedaron terceros en la Concha. En los años siguientes siguieron participando en Galicia y San Sebastián, sacando mejores resultados en Coruña (segundos en 1963 y 1965).
También participaron en la liga guipuzcoana de trainerillas desde 1960. Pero el triunfo más importante en esta especialidad lo obtuvieron en 1961 tras vencer contra pronóstico a Txapel Aundi y San Juan en la bandera de Zarauz.

## Palmarés

### Bandera de la Concha
- Bandera (0)
- Segundo (1): 1961.
- Tercero (4): 1960, 1962, 1964 y 1966.

### Campeonato de España de Traineras
- Campeón (0)
- Segundo (1): 1965.

### Copa de S. E. El Generalísimo
- Campeón (1): 1962.
- Segundo (2): 1963 y  1965.

### Trainerillas
- Regatas de trainerillas de Zarauz (2): 1961 y 1963.